# Panino al bacon
Il panino al bacon (bacon sandwich) è un panino tradizionale britannico, anche diffuso in Irlanda, servito caldo con pancetta affumicata e un ingrediente aggiuntivo che può essere ketchup, brown sauce o burro non salato. L'alimento viene spesso servito nei caffè del Regno Unito ed è considerato una cura per i postumi di una sbornia.

## Alimenti simili e varianti
Nel 2007 i ricercatori dell'Università di Leeds hanno rintracciato 700 varianti del sandwich che differiscono tra loro per il tipo di cottura e gli ingredienti in essi contenuti. Nel corso dello studio, cinquanta assaggiatori hanno avuto il compito di valutare ciascuna di esse. Secondo i risultati, quelli più apprezzati sono risultati essere quelli con "bacon fritto e croccante non troppo grasso tra spesse fette di pane bianco".
Nel Nord America ci sono numerosi panini con la pancetta, tra cui il BLT con bacon, lattuga e pomodoro e da mangiare freddo, il Fool's Gold Loaf, con ingredienti dolci, e il peameal bacon, cibo di strada di Toronto preparato usando il pane kaiser.